# Klein Nikobar
Klein Nikobar (englisch Little Nicobar, Hindi: छोटा निकोबार Choṭā Nikobār, nicobarisch: ओंग oder Long) gehört zur indischen Inselgruppe der Nikobaren im Golf von Bengalen. Im Osten liegt die Andamanensee. Politisch gehört die Insel zum indischen Unionsterritorium Andamanen und Nikobaren.
Sie ist mit 432 Einwohnern (Stand 2001) auf 159 Quadratkilometern nur sehr dünn besiedelt. Die größten Orte sind Pulopanja (112 Einwohner), Pullollo/Puloulo und Makhahu/Makachua. Wenige Kilometer südlich, jenseits der St.-Georg-Straße, liegt die Nachbarinsel Groß Nikobar. Im Norden liegen vor der Küste einige weitere, kleine Inseln: Menchal, Pulomilo, Treis/Albatei, Trak/Mafuya und Meroe. Über 70 km nördlich liegt die Nachbarinsel Katchal.
Klein Nikobar wurde vom Tsunami infolge des Seebebens vom 26. Dezember 2004 schwer getroffen.